# Silje Karine Muotka

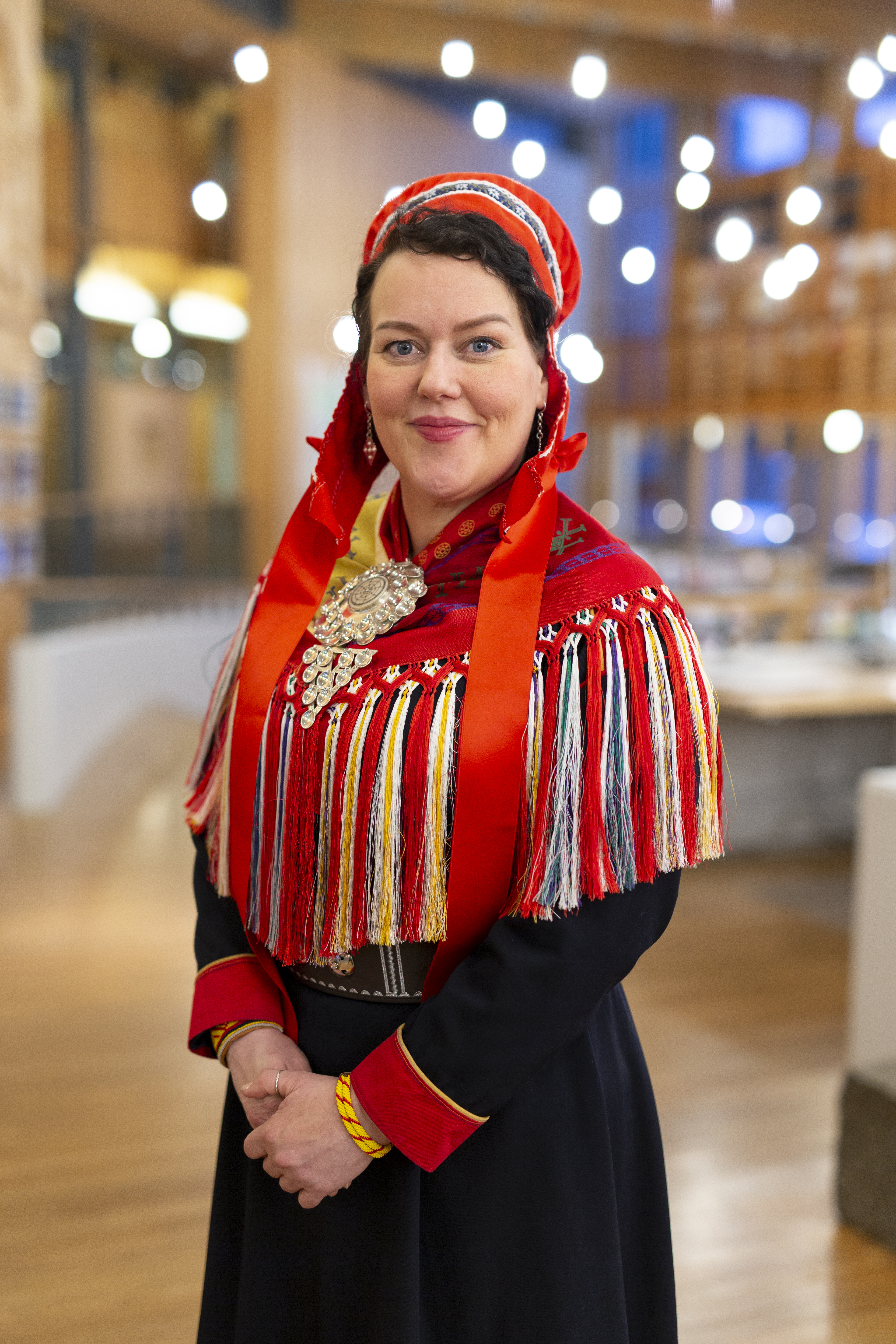
Silje Karine Muotka, 2020

Silje Karine Muotka (* 12. April 1975 in Kirkenes) ist eine norwegisch-samische Politikerin des Norske Samers Riksforbund (NSR). Ihr samischer Name ist Elle Rávnná Eli Silje Karine. Seit 2009 ist sie Abgeordnete im norwegischen Sameting, seit 2021 fungiert Muotka als Sametingspräsidentin.

## Leben
Muotka kam in Kirkenes zur Welt und wuchs in Nesseby auf. Sie besuchte bis 1994 die weiterführende Schule in Vadsø. Während ihrer Schulzeit war sie bereits in der Jugendorganisation des Norske Samers Riksforbunds engagiert. So war sie zunächst von 1993 bis 1994 Vorsitzende der Jugendorganisation in ihrer Heimatkommune Nesseby. Des Weiteren war sie später in den Jugendgremien des NSR vertreten, von 1995 bis 1996 in leitender Position. Nach ihrer Schulzeit studierte Muotka Rechtswissenschaften an der Universität Tromsø. An der Universität saß sie von 1996 bis 1999 als Studentin im Rat des Zentrums für Samische Studien (norwegisch Senter for Samiske Studier). In der von 1993 bis 1997 andauernden Legislaturperiode war sie Vararepresentantin, also potenzielle Ersatzabgeordnete, im norwegischen Sameting. Von 1996 bis 1997 wirkte sie an einer Sametings-Arbeitsgruppe zur Entwicklung eines Plans für den Bereich Kinder und Jugend mit. Im Jahr 2000 arbeitete Muotka als wissenschaftliche Assistentin für die Universität in Tromsø, danach war sie bis 2006 für die Fylkeskommune Troms tätig. Dort arbeitete sie in der Abteilung für Bildung, zuletzt als Projektleiterin. In den Jahren 1999 bis 2010 stand Muotka zudem dem Lokalverband des NSR in Tromsø vor. Neben Rechtswissenschaften studierte sie später unter anderem auch Samische Kulturwissenschaft in Tromsø und Projektleitung an der Handelshøyskolen BI.

### NSR-Vorsitzende und Sametingsabgeordnete
Im Jahr 2006 wurde Muotka auf einem Parteitag in ihrer Heimatkommune Nesseby zur Vorsitzenden des Norske Samers Riksforbund gewählt. Ihren Posten hatte sie bis 2008 inne. Im Jahr 2006 begann sie an der Hochschule Finnmark zu arbeiten, dort blieb sie bis 2013. Bei der Sametingswahl 2009 zog Muotka für den samischen Wahlkreis Nordre valgkrets erstmals in das norwegische Sameting ein. Im Parlament übernahm sie den Vorsitz des Ausschusses für Jugend, Fürsorge und Bildung.

### Sametingsråd
Im Jahr 2013 wurde sie Projektleiterin für die Universität Tromsø. Bei der Sametingswahl 2013 zog Muotka erneut in das Sameting ein. Im Anschluss an die Wahl wurde sie unter Sametingspräsidentin Aili Keskitalo Mitglied im Sametingsråd, der Regierung des Parlaments. Ihre Zuständigkeit lag dabei im Bereich Wirtschaft und Bildung. Muotkas Zeit im Sametingsråd endete während der laufenden Legislaturperiode im Dezember 2016, als Vibeke Larsen das Amt der Sametingspräsidentin übernahm und neue Mitglieder ernannte. Den Rest der Legislaturperiode setzte sie als Abgeordnete im Parlament fort, nachdem sie zuvor ihr Mandat hatte ruhen lassen müssen. Nach der Wahl 2017 wurde Aili Keskitalo erneut Präsidentin des Sametings und Muotka wiederum Mitglied im Sametingsråd. Muotka erhielt dabei unter anderem die Zuständigkeit für Wirtschaft, Umwelt, Klima sowie Regional- und Stadtpolitik.

### Sametingspräsidentin
Im Vorfeld der Sametingswahl 2021 wurde Muotka zur Spitzenkandidatin des NSR gewählt. Ihre Parteikollegin Aili Keskitalo hatte zuvor angekündigt, nicht erneut zur Wahl anzutreten. Im Oktober 2021 gab der NSR bekannt, dass die Bildung einer Koalition aus NSR, Flyttsamelista und Senterpartiet gelungen sei und Muotka somit neue Sametingspräsidentin werden könne. Am 18. Oktober 2021 präsentierte Muotka schließlich den von ihr angeführten Sametingsråd.